# Шафранюк Михайло
Миха́йло Шафраню́к  (6 листопада 1911, с. Худіївці Чортківського району — 30 листопада 1991, м. Торонто, Канада) — підприємець, меценат української культури в Канаді. 

## Життєпис
Народився 6 листопада 1911 в с. Худіївці Борщівського повіту на Поділлі. Юнаком почав працювати крамарем у місцевій сільській кооперативі, пізніше у крамниці с. Шупарка, а відтак у Тернополі, звідки координував роботу крамниць Кооперативного союзу та відкрив свою власну крамницю в місті. У 1936 році одружився з Ярославою Завадович. Невдовзі зорганізував одне з найбільших торговельних підприємств Тернополя. Відкрив пекарню в м. Коломиї, яка приносила поважний прибуток. Під час Німецько-радянської війни зголосився до Дивізії «Галичина», сподіваючись вибороти українську державність збройним шляхом. Після численних випробувань йому чудом вдалось уникнути радянського полону і після возз'єднання з родиною в м. Інсбруку еміґрувати до Аргентини, де займався підприємництвом, а трьома роками пізніше — до Канади. Тут Шафранюки відкрили меблеву крамницю «Альфа». Через 16 років Михайло Шафранюк продав свій бізнес і присвятив свої зусилля впорядкуванню колекції, на той час, близько 200 картин 50 авторів. Подальшим кроком була закупівля будинку 2118-А по вул. Блюр-Вест у Торонто.
Засновник Канадсько-української мистецької фундації (на початках відомої як Ґалерія Шафранюків), віддав частину будинку для Світового Конґресу Вільних Українців, Конґресу Українців Канади, відділ Торонто та провінційної ради КУК. Організатор Світової виставки українських мистців (1986) і низки індивідуальних та збірних виставок.